# Polet Airlines
Polet Airlines (en ruso: Авиакомпания Полет) es una aerolínea con base en Vorónezh, Rusia. Opera vuelos de carga a nivel mundial y vuelos de pasajeros chárter y regulares a nivel regional dentro de Rusia. En 2003 la directiva de la compañía decidió fundar una división que operase vuelos regionales y chárteres; esta división, al día de hoy, ha tenido éxito y en 2010 transportó a 179.746 pasajeros en sus vuelos a nivel regional y vuelos del tipo chárter.

## Historia

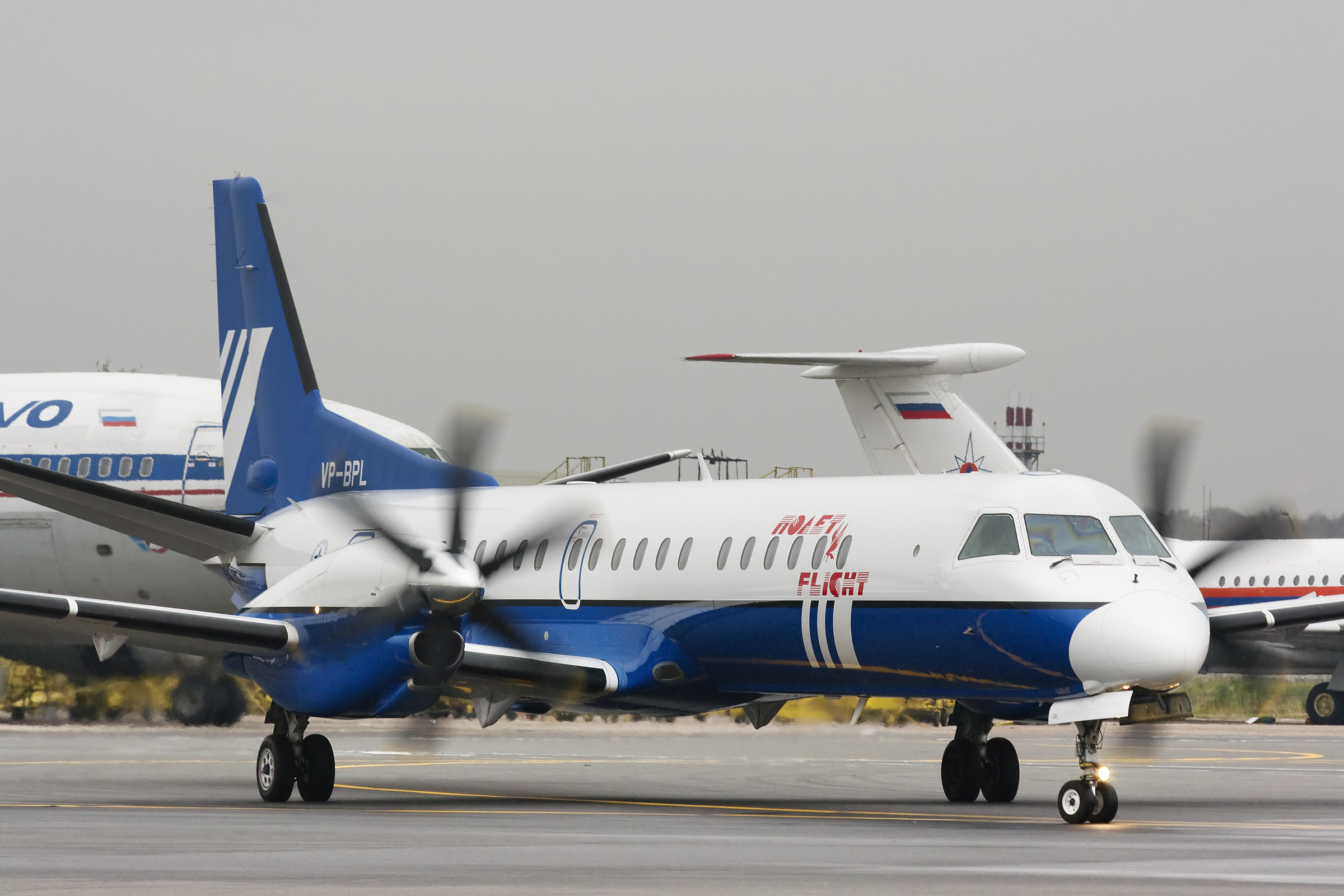
Saab 2000 del servicio de pasajeros regional de la aerolínea.

La aerolínea opera diversos servicios a nivel mundial y regional en Rusia, operando con servicios de pasajeros y carga. La aerolínea cuenta con una flota de 8 An-124-100 para su servicio de carga y con varios An-2, An-24, An-30, Saab 2000 y Saab 340.
La aerolínea se fundó en 1988, iniciando operaciones ese mismo año, operando un An-30 en servicios de pasajeros para las compañías productoras de gas en Rusia. Con el tiempo los contratos aumentaron y al caer la URSS, las ganancias de la aerolínea eran destinadas al mejoramiento de los servicios de esta, adquiriendo así, a mediados de los años 90, dos An-124-100. Esto le valió un puesto en el mercado del transporte pesado a nivel mundial, lo cual llevó a los directivos de la aerolínea a crear una división de carga.
En abril de 1998, se instaló un nuevo sistema de tren de aterrizaje en los An-124 de la aerolínea, lo cual hizo que las cargas que se transportaban fuesen mayores, produciendo así más ganancias. En 2001 Polet obtuvo el permiso de vuelo en Estados Unidos y Canadá. En 2004 la aerolínea adquirió cinco An-124 adicionales, elevando su flota a siete aeronaves de este modelo. Al día de hoy, hay ocho aparatos del tipo An-124 operando para Polet Airlines; adicionalmente, hay otros cinco aparatos solicitados. 
Polet Airlines posee una licencia para transportar piezas de satélites y piezas para la Roscosmos. 
En agosto de 2003, Polet Airlines refundó su división regional, bautizada como Polet Regional Airlines. 

## Destinos

### Domésticos
Belgorod

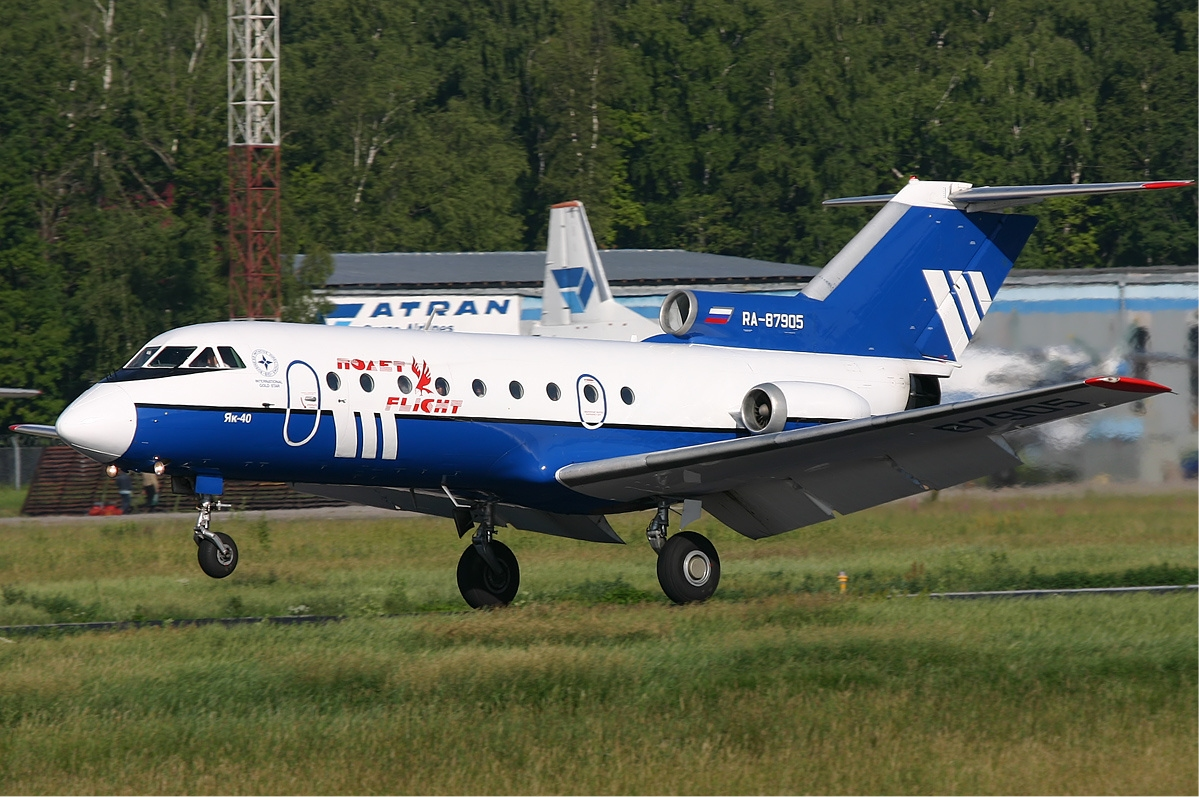
Yak-40 de Polet Regional Airlines

- Aeropuerto Internacional de Belgorod

Ekaterimburgo
- Aeropuerto Internacional de Ekaterimburgo-Koltsovo

Janti Mansisk
- Aeropuerto de Janti Mansisk

Lipetsk
- Aeropuerto de Lipetsk

Moscú
- Aeropuerto Internacional de Moscú-Domodédovo

Norilsk
- Aeropuerto Internacional de Norilsk-Alykel

Novosibirsk
- Aeropuerto Internacional de Novosibirsk-Tolmachevo

San Petersburgo
- Aeropuerto Internacional de Pulkovo

Samara
- Aeropuerto Internacional de Samara-Kurumoch

Simferopol
- Aeropuerto Internacional de Simferopol

Sochi
- Aeropuerto Internacional de Sochi

Stari Oskol
- Aeropuerto de Stari Oskol

Ulyanovsk
- Aeropuerto Internacional de Ulyanovsk-Vostochny

Vorónezh
- Aeropuerto de Vorónezh-Chertovitskoye

### Internacionales
Alemania

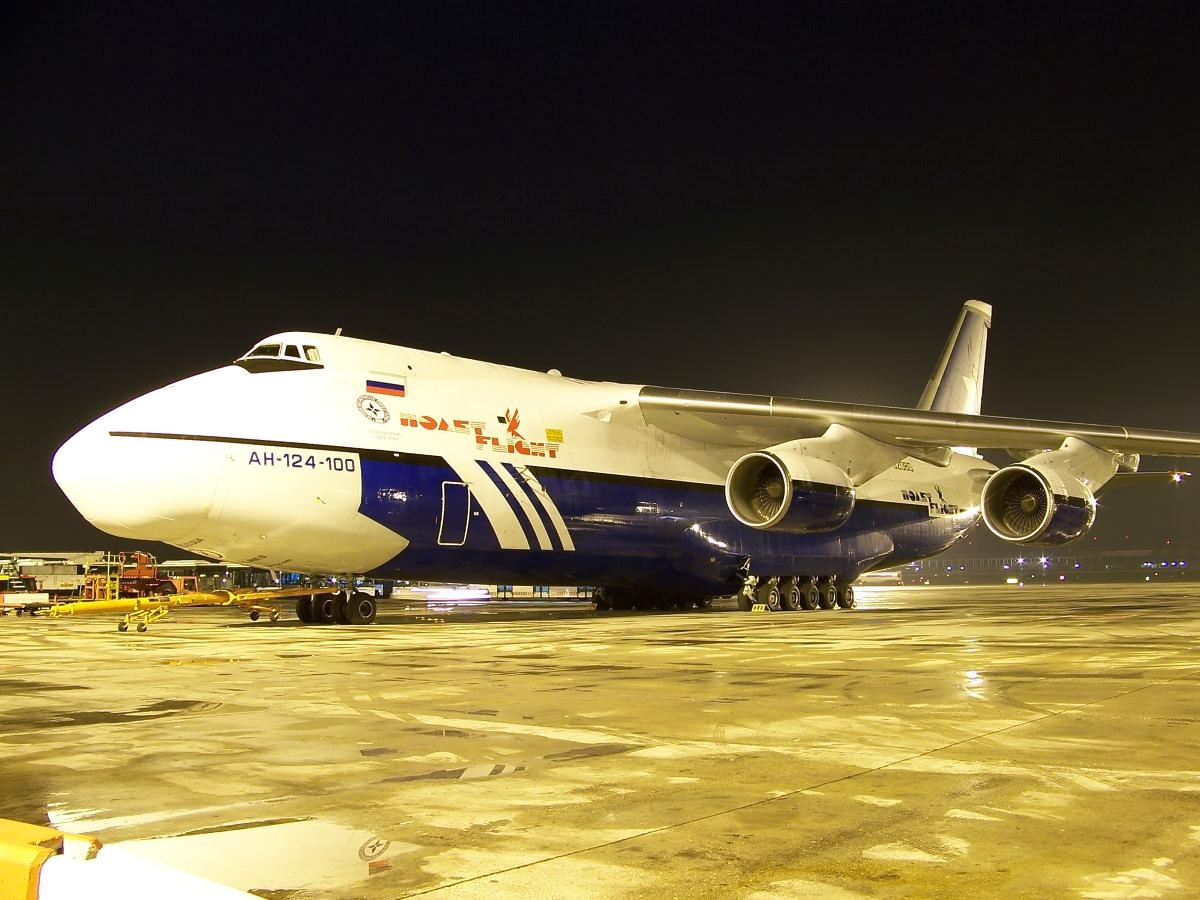
An-124-100 perteneciente a Polet Air Cargo

- Múnich-Aeropuerto Internacional de Múnich-Franz Josef Strauss

 Armenia
- Ereván-Aeropuerto Internacional de Zvartnots

 Emiratos Árabes Unidos
- Dubái-Aeropuerto Internacional de Dubái (Chárters y carga únicamente)

 República Checa
- Praga-Aeropuerto Internacional de Ruzyně

 Serbia
- Belgrado-Aeropuerto de Belgrado-Nikola Tesla

 Turquía
- Antalya-Aeropuerto de Antalya

 Ucrania
- Úzhgorod-Aeropuerto Internacional de Uzhgorod

## Flota
A 1 de diciembre de 2010, la flota de Polet Airlines se compone de las siguientes aeronaves:
Flota de pasajeros
| Aeronave       | Operativos | Ordenados | Pasajeros | Pasajeros | Pasajeros | Años (operativos) | Notas |
| Aeronave       | Operativos | Ordenados | Ejecutiva | Económica | Total     | Años (operativos) | Notas |
| -------------- | ---------- | --------- | --------- | --------- | --------- | ----------------- | ----- |
| Antonov An-24  | 2          | —         | Sin datos | Sin datos | Sin datos | 37,3              |       |
| Antonov An-148 | 2          | 8         | TBA       | TBA       | TBA       |                   |       |
| Saab 340       | 2          | 20        | 0         | 34        | 34        | 19,6              |       |
| Saab 2000      | 4          | 2         | 8         | 42        | 50        | 12,7              |       |
| Tupolev Tu-134 | 1          | —         | Sin datos | Sin datos | Sin datos | 31                |       |

Flota carguera
| Aeronave           | Operativos | Ordenados | Capacidad, MT | Años (Operativos) | Notas             |
| ------------------ | ---------- | --------- | ------------- | ----------------- | ----------------- |
| Antonov An-30A     | 2          | —         | N/A           | 35,7              | Cartografía aérea |
| Antonov An-124-100 | 5          | 5         | 122           | 16                | Uno almacenado    |
| Ilyushin Il-76TD   | 1          | —         | 45 – 47       | —                 | Almacenados       |
| Ilyushin Il-96T    | 3          | 3         | 92            | 1,9               |                   |

## Accidentes e incidentes
- En abril de 2010, un Antonov An-24 fue obligado a aterrizar de emergencia en Vorónezh, luego de que a 4.000 m de altura se detectaran grietas de gran tamaño en la cabina, que causaron la despresurización del avión. A bordo viajaban 30 pasajeros y 4 tripulantes.

- El 24 de junio de 2010, un Saab 2000 de la aerolínea que cubría la ruta Vorónezh-Moscú tuvo que regresar a Vorónezh para realizar un aterrizaje de emergencia luego de que uno de sus motores registrara altas temperaturas en vuelo. A bordo viajaban 49 pasajeros y 4 tripulantes. No hubo heridos.